# Albertaceratops
Albertaceratops nesmoi
Genre
Espèce
Albertaceratops (« visage cornu d'Alberta ») est un genre fossile de Ceratopsidae qui vivaient au Canada et aux États-Unis au cours du Crétacé supérieur entre 83,5 à 70,6 millions d’années, genre resté monotypique en 2024 avec une seule espèce définie Albertaceratops nesmoi.

## Classification
La seule espèce du genre, Albertaceratops nesmoi, est découverte en août 2001 et décrite en 2007 par le paléontologue canadien Michael Joseph Ryan (d),, comme le genre Albertaceratops,. 

## Description

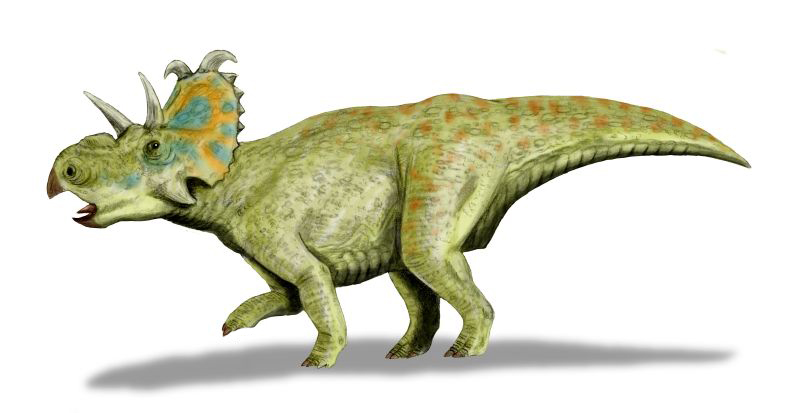
Albertaceratops par Arthur Weasley.

Albertaceratops est un dinosaure herbivore qui mesurait 2,5 mètres de haut et 6 mètres de long et pesait une tonne. Sa description est basée sur un seul crâne presque complet, il avait de longues cornes au-dessus de ses yeux et de sa collerette ainsi qu'une petite crête osseuse sur le museau.  
Albertaceratops nesmoi est nommé en l’honneur de la province de l'Alberta au Canada, où le nouveau dinosaure a été découvert et de Cecil Nesmo, un rancher local habitant près de Manyberries, Alberta, qui a longtemps soutenu l'étude de la paléontologie et d'autres recherches dans le secteur.

## Inventaire des fossiles retrouvés
- Crâne complet, ainsi que fragments postcrâniens[1].

### Publication originale
- [2007] (en) M. J. Ryan, « A new basal centrosaurine ceratopsid from the Oldman Formation, southeastern Alberta », Journal of Paleontology, vol. 81, no 2,‎ 2007, p. 376-396 (ISSN 0022-3360, DOI 10.1666/0022-3360(2007)81[376:ANBCCF]2.0.CO;2, S2CID 130607301).